# Warren County, Indiana
Warren County är ett administrativt område i delstaten Indiana, USA. År 2010 hade countyt 8 508 invånare. Den administrativa huvudorten (county seat) är Williamsport.

## Geografi
Enligt United States Census Bureau har countyt en total area på 949 km². 945 km² av den arean är land och 4 km² är vatten.

### Angränsande countyn
- Benton County - norr
- Tippecanoe County - öst
- Fountain County - sydost
- Vermillion County - söder
- Vermilion County, Illinois - väst